# Mirosław Trzeciak
Mirosław Wojciech Trzeciak (* 11. April 1968 in Koszalin) ist ein ehemaliger polnischer Fußballspieler. Er besitzt auch die spanische Staatsbürgerschaft.
Er spielte unter anderem in Polen, der Schweiz, Israel und Spanien und schoss in 351 Spielen 94 Tore. Trzeciak spielte 22-mal für die polnische Nationalmannschaft und erzielte acht Tore.
Nach seiner aktiven Karriere war er u. a. bei der WM 2006 in Deutschland als Sportkommentator für verschiedene polnische Fernsehsender aktiv.
Seit Anfang 2007 ist er Sportdirektor bei Legia Warschau.

## Erfolge
- Polnischer Meister 1990, 1992, 1993 und 1998
- Polnischer Pokalsieger 1988
- Polnischer Supercupsieger 1991 und 1993
- Polens Fußballer des Jahres 1998
- Polnischer Torschützenkönig 1997